# Česká píseň Plzeň
Česká píseň Plzeň je plzeňský amatérský pěvecký sbor. 
Smíšený pěvecký sbor Česká píseň byl založen roku 1954 v Plzni. Jeho prvním sbormistrem byl český skladatel Zdeněk Lukáš. Vedle lidové hudby se sbor od počátku věnoval také soudobé hudbě, z části přímo sborové tvorbě Zdeňka Lukáše. Od počátku také intenzivně spolupracoval s Československým, respektive Českým rozhlasem Plzeň. V šedesátých letech Lukáš ze zdravotních důvodů odstoupil a sbormistrem se na dlouhá léta stal český hudebník Jaroslav Krček. Současným sbormistrem je hobojista České filharmonie a dirigent Vojtěch Jouza. Za dobu svého působení získal sbor řadu ocenění na českých i mezinárodních hudebních festivalech a nahrál dva kompaktní disky.